# Rallye Kroatien 2023
Die Rallye Kroatien (offiziell Croatia Rally 2023) war der 3. Lauf zur FIA-Rallye-Weltmeisterschaft 2023. Sie dauerte vom 20. bis zum 23. April und es wurden insgesamt 20 Wertungsprüfungen (WP) gefahren.

## Hintergrund
Am 13. April 2023 verunglückte Hyundai-Fahrer Carig Breen bei Testfahrten zur Rallye Kroatien tödlich. Im Gedenken an den Iren trugen die Fahrzeuge verschiedene Trauerbotschaften und die Autos von Hyundai waren in den irischen Nationalfarben lackiert.

## Bericht
Emotional und mit Tränen in den Augen, konnte sich der Sieger der Rallye Kroatien Elfyn Evans (Toyota) nicht wirklich freuen, obwohl sein letzter Sieg eineinhalb Jahre zurückliegt. Sichtlich gekennzeichnet der Eindrücke nach dem Dahinscheiden von Breen kamen auch andere Fahrer zu den Interviews nach dem Abschluss der Rallye. Die Toyota-Fahrer Sébastien Ogier und Kalle Rovanperä hatten bereits anfangs des Wettbewerbs Reifenschäden, die sie zurückwarfen im Gesamtklassement. Thierry Neuville (Hyundai) übernahm die Führung bis zum Samstagmorgen, dann kam er in einer Rechtskurve von der Straße ab. Evans übernahm die Führung und gab diese nicht mehr ab. Mit einem Rückstand von 27 Sekunden kam Ott Tänak (M-Sport) auf dem zweiten Rang ins Ziel und Esapekka Lappi (Hyundai) komplementierte das Siegerpodest.

## Meldeliste
| Nr.                  | Fahrer              | Co-Pilot                   | Auto                   |
| -------------------- | ------------------- | -------------------------- | ---------------------- |
| WRC-Klasse (Rally1)  |                     |                            |                        |
| 4                    | Esapekka Lappi      | Janne Ferm                 | Hyundai i20 N Rally1   |
| 7                    | Pierre-Louis Loubet | Nicolas Gilsoul            | Ford Puma Rally1       |
| 8                    | Ott Tänak           | Martin Järveoja            | Ford Puma Rally1       |
| 11                   | Thierry Neuville    | Martijn Wydaeghe           | Hyundai i20 N Rally1   |
| 17                   | Sébastien Ogier     | Vincent Landais            | Toyota GR Yaris Rally1 |
| 18                   | Takamoto Katsuta    | Aaron Johnston             | Toyota GR Yaris Rally1 |
| 33                   | Elfyn Evans         | Scott Martin               | Toyota GR Yaris Rally1 |
| 69                   | Kalle Rovanperä     | Jonne Halttunen            | Toyota GR Yaris Rally1 |
| WRC2-Klasse (Rally2) |                     |                            |                        |
| 21                   | Yohan Rossel        | Arnaud Dunand              | Citroën C3 Rally2      |
| 22                   | Emil Lindholm       | Reeta Hämäläinen           | Škoda Fabia RS Rally2  |
| 23                   | Gus Greensmith      | Jonas Andersson            | Škoda Fabia RS Rally2  |
| 24                   | FIA Nikolai Grjasin | FIA Konstantin Aleksandrov | Škoda Fabia RS Rally2  |
| 25                   | Adrien Fourmaux     | Alexandre Coria            | Ford Fiesta Rally2     |
| 26                   | Sami Pajari         | Enni Mälkönen              | Škoda Fabia RS Rally2  |
| 27                   | Erik Cais           | Petr Těšínský              | Škoda Fabia RS Rally2  |
| 28                   | Grégoire Munster    | Louis Louka                | Ford Fiesta Rally2     |
| 29                   | Georg Linnamäe      | James Morgan               | Hyundai i20 N Rally2   |
| 30                   | Nicolas Ciamin      | Yannick Roche              | Volkswagen Polo GTI R5 |
| 31                   | Josh McErlean       | John Rowan                 | Hyundai i20 N Rally2   |
| 32                   | Armin Kremer        | Ella Kremer                | Škoda Fabia RS Rally2  |
| 34                   | Mauro Miele         | Luca Beltrame              | Škoda Fabia RS Rally2  |
| 35                   | Johannes Keferböck  | Ilka Minor                 | Škoda Fabia Rally2 evo |
| 36                   | Alejandro Cachón    | Alejandro López Fernández  | Citroën C3 Rally2      |
| 37                   | Norbert Herczig     | Ramón Ferencz              | Škoda Fabia Rally2 evo |
| 38                   | Patrick O’Brien     | Stephen O’Brien            | Hyundai i20 N Rally2   |
| 39                   | Henk Vossen         | Radboud van Hoek           | Škoda Fabia Rally2 evo |
| 40                   | Eamonn Boland       | Michael Joseph Morrissey   | Citroën C3 Rally2      |

## Klassifikationen

### WRC-Gesamtklassement
| WRC |                     |                            |                        |           |                 |      |
| 1   | Elfyn Evans         | Scott Martin               | Toyota GR Yaris Rally1 | 2:50:54.3 | 00:00.0         | 25   |
| 2   | Ott Tänak           | Martin Järveoja            | Ford Puma Rally1       | 2:51:21.3 | 00:27.0         | 18   |
| 3   | Esapekka Lappi      | Janne Ferm                 | Hyundai i20 N Rally1   | 2:51:52.9 | 00:58.6 00:31.6 | 15+1 |
| 4   | Kalle Rovanperä     | Jonne Halttunen            | Toyota GR Yaris Rally1 | 2:52:12.6 | 01:18.3 00:19.7 | 12+4 |
| 5   | Sébastien Ogier     | Vincent Landais            | Toyota GR Yaris Rally1 | 2:52:22.3 | 01:28.0 00:09.7 | 10+3 |
| 6   | Takamoto Katsuta    | Aaron Johnston             | Toyota GR Yaris Rally1 | 2:53:16.8 | 02:22.5 00:54.5 | 8+2  |
| 7   | Pierre-Louis Loubet | Nicolas Gilsoul            | Ford Puma Rally1       | 2:55:16.9 | 04:22.6 02:00.1 | 6    |
| 8   | Yohan Rossel        | Arnaud Dunand              | Citroën C3 Rally2      | 2:58:45.6 | 07:51.3 03:28.7 | 4    |
| 9   | FIA Nikolai Grjasin | FIA Konstantin Aleksandrov | Škoda Fabia RS Rally2  | 2:59:01.7 | 08:07.4 00:16.1 | 2    |
| 10  | Oliver Solberg      | Elliot Edmondson           | Škoda Fabia RS Rally2  | 3:00:11.0 | 09:16.7 1:09.3  | 1    |

Insgesamt wurden 48 von 54 gemeldeten Fahrzeugen klassiert.

### WRC2
| Rang   | Fahrer              | Co-Pilot                   | Auto                  | Zeit      | Rückstand Sieger Rückstand V | Punkte |
| ------ | ------------------- | -------------------------- | --------------------- | --------- | ---------------------------- | ------ |
| 1 (8)  | Yohan Rossel        | Arnaud Dunand              | Citroën C3 Rally2     | 2:58:45.6 | 0:00.0                       | 25     |
| 2 (9)  | FIA Nikolai Grjasin | FIA Konstantin Aleksandrov | Škoda Fabia RS Rally2 | 2:59:01.7 | 0:16.1                       | 18     |
| 3 (11) | Emil Lindholm       | Reeta Hämäläinen           | Škoda Fabia RS Rally2 | 3:00:13.1 | 1:27.5 1:11.4                | 15     |

## Wertungsprüfungen
Zeitzone MESZ
| Datum     | Zeit  | Nr.                           | WP                                       | Länge                         | Gewinner                                                                                        | Co-Pilot                                                                   | Auto                                                             | Zeit                                    | Leader           |
| --------- | ----- | ----------------------------- | ---------------------------------------- | ----------------------------- | ----------------------------------------------------------------------------------------------- | -------------------------------------------------------------------------- | ---------------------------------------------------------------- | --------------------------------------- | ---------------- |
| 20. April | 09:00 | —                             | Okić (Shakedown)                         | 3,65 km                       | Kalle Rovanperä                                                                                 | Jonne Halttunen                                                            | Toyota GR Yaris Rally1                                           | 01:52.8                                 |                  |
| 21. April | 08:03 | WP1                           | Mali Lipovec – Grdanjci 1                | 19,20 km                      | Sébastien Ogier                                                                                 | Vincent Landais                                                            | Toyota GR Yaris Rally1                                           | 11:57.7                                 | Sébastien Ogier  |
| 21. April | 08:56 | WP2                           | Stojdraga – Hartje 1                     | 25,67 km                      | Thierry Neuville                                                                                | Martijn Wydaeghe                                                           | Hyundai i20 N Rally1                                             | 15:18.1                                 | Thierry Neuville |
| 21. April | 09:59 | WP3                           | Krašić – Vrškovac 1                      | 11,11 km                      | Sébastien Ogier                                                                                 | Vincent Landais                                                            | Toyota GR Yaris Rally1                                           | 05:30.8                                 | Thierry Neuville |
| 21. April | 11:12 | WP4                           | Pećurkovo Brdo – Mrežnički Novaki 1      | 9,11 km                       | Sébastien Ogier                                                                                 | Vincent Landais                                                            | Toyota GR Yaris Rally1                                           | 04:48.2                                 | Thierry Neuville |
| 21. April | 13:02 | Service Park Zagreb (40 Min.) | Service Park Zagreb (40 Min.)            | Service Park Zagreb (40 Min.) | Service Park Zagreb (40 Min.)                                                                   | Service Park Zagreb (40 Min.)                                              | Service Park Zagreb (40 Min.)                                    | Service Park Zagreb (40 Min.)           | Thierry Neuville |
| 21. April | 14:45 | WP5                           | Mali Lipovec – Grdanjci 2                | 19,20 km                      | Sébastien Ogier                                                                                 | Vincent Landais                                                            | Toyota GR Yaris Rally1                                           | 12:06.8                                 | Thierry Neuville |
| 21. April | 15:38 | WP6                           | Stojdraga – Hartje 2                     | 25,67 km                      | Esapekka Lappi                                                                                  | Janne Ferm                                                                 | Hyundai i20 N Rally1                                             | 15:33.3                                 | Thierry Neuville |
| 21. April | 16:41 | WP7                           | Krašić – Vrškovac 2                      | 11,11 km                      | Ott Tänak                                                                                       | Martin Järveoja                                                            | Ford Puma Rally1                                                 | 05:29.1                                 | Thierry Neuville |
| 21. April | 17:54 | WP8                           | Pećurkovo Brdo – Mrežnički Novaki 2      | 9,11 km                       | Elfyn Evans                                                                                     | Scott Martin                                                               | Toyota GR Yaris Rally1                                           | 04:56.3                                 | Thierry Neuville |
| 21. April | 19:24 | Service Park Zagreb (45 Min.) | Service Park Zagreb (45 Min.)            | Service Park Zagreb (45 Min.) | Service Park Zagreb (45 Min.)                                                                   | Service Park Zagreb (45 Min.)                                              | Service Park Zagreb (45 Min.)                                    | Service Park Zagreb (45 Min.)           | Thierry Neuville |
| 22. April | 06:31 | Service Park Zagreb (15 Min.) | Service Park Zagreb (15 Min.)            | Service Park Zagreb (15 Min.) | Service Park Zagreb (15 Min.)                                                                   | Service Park Zagreb (15 Min.)                                              | Service Park Zagreb (15 Min.)                                    | Service Park Zagreb (15 Min.)           | Thierry Neuville |
| 22. April | 07:54 | WP9                           | Kostanjevac – Petruš Vrh 1               | 23,76 km                      | Kalle Rovanperä                                                                                 | Jonne Halttunen                                                            | Toyota GR Yaris Rally1                                           | 12:43.6                                 | Thierry Neuville |
| 22. April | 09:05 | WP10                          | Vinski Vrh – Duga Resa 1                 | 8,78 km                       | Kalle Rovanperä                                                                                 | Jonne Halttunen                                                            | Toyota GR Yaris Rally1                                           | 04:30.3                                 | Thierry Neuville |
| 22. April | 10:23 | WP11                          | Ravna Gora – Skrad 1                     | 10,13 km                      | Kalle Rovanperä                                                                                 | Jonne Halttunen                                                            | Toyota GR Yaris Rally1                                           | 05:47.9                                 | Elfyn Evans      |
| 22. April | 11:26 | WP12                          | Platak 1                                 | 15,63 km                      | Sébastien Ogier                                                                                 | Vincent Landais                                                            | Toyota GR Yaris Rally1                                           | 08:22.9                                 | Elfyn Evans      |
| 22. April | 14:06 | Service Park Zagreb (40 Min.) | Service Park Zagreb (40 Min.)            | Service Park Zagreb (40 Min.) | Service Park Zagreb (40 Min.)                                                                   | Service Park Zagreb (40 Min.)                                              | Service Park Zagreb (40 Min.)                                    | Service Park Zagreb (40 Min.)           | Elfyn Evans      |
| 22. April | 15:54 | WP13                          | Kostanjevac – Petruš Vrh 2               | 23,76 km                      | Sébastien Ogier                                                                                 | Vincent Landais                                                            | Toyota GR Yaris Rally1                                           | 12:50.0                                 | Elfyn Evans      |
| 22. April | 17:05 | WP14                          | Vinski Vrh – Duga Resa 2                 | 8,78 km                       | Ott Tänak                                                                                       | Martin Järveoja                                                            | Ford Puma Rally1                                                 | 04:32.2                                 | Elfyn Evans      |
| 22. April | 18:23 | WP15                          | Ravna Gora – Skrad 2                     | 10,13 km                      | Kalle Rovanperä                                                                                 | Jonne Halttunen                                                            | Toyota GR Yaris Rally1                                           | 05:50.6                                 | Elfyn Evans      |
| 22. April | 19:26 | WP16                          | Platak 2                                 | 15,63 km                      | Sébastien Ogier                                                                                 | Vincent Landais                                                            | Toyota GR Yaris Rally1                                           | 08:28.0                                 | Elfyn Evans      |
| 22. April | 21:46 | Service Park Zagreb (45 Min.) | Service Park Zagreb (45 Min.)            | Service Park Zagreb (45 Min.) | Service Park Zagreb (45 Min.)                                                                   | Service Park Zagreb (45 Min.)                                              | Service Park Zagreb (45 Min.)                                    | Service Park Zagreb (45 Min.)           | Elfyn Evans      |
| 23. April | 05:30 | Service Park Zagreb (15 Min.) | Service Park Zagreb (15 Min.)            | Service Park Zagreb (15 Min.) | Service Park Zagreb (15 Min.)                                                                   | Service Park Zagreb (15 Min.)                                              | Service Park Zagreb (15 Min.)                                    | Service Park Zagreb (15 Min.)           | Elfyn Evans      |
| 23. April | 07:08 | WP17                          | Trakošćan – Vrbno 1                      | 13,15 km                      | Kalle Rovanperä                                                                                 | Jonne Halttunen                                                            | Toyota GR Yaris Rally1                                           | 06:56.5                                 | Elfyn Evans      |
| 23. April | 08:38 | WP18                          | Zagorska Sela – Kumrovec 1               | 14,09 km                      | Thierry Neuville                                                                                | Martijn Wydaeghe                                                           | Hyundai i20 N Rally1                                             | 08:08.2                                 | Elfyn Evans      |
| 23. April | 10:26 | WP19                          | Trakošćan – Vrbno 2                      | 13,15 km                      | Kalle Rovanperä                                                                                 | Jonne Halttunen                                                            | Toyota GR Yaris Rally1                                           | 07:02.5                                 | Elfyn Evans      |
| 23. April | 13:15 | WP20                          | Zagorska Sela – Kumrovec 2 (Power Stage) | 14,09 km                      | 1. Thierry Neuville 2. Kalle Rovanperä 3. Sébastien Ogier 4. Takamoto Katsuta 5. Esapekka Lappi | Martijn Wydaeghe Jonne Halttunen Vincent Landais Aaron Johnston Janne Ferm | Hyundai i20 N Rally1 Toyota GR Yaris Rally1 Hyundai i20 N Rally1 | 08:06.4 08:07.4 08:10.8 08:13.7 08:15.0 | Elfyn Evans      |